# Lyman Louis Lemnitzer
Lyman Louis Lemnitzer, ameriški general, * 29. avgust 1899, Honesdale, Pensilvanija, ZDA, † 12. november 1988.

## Življenjepis
Lemnitzer je 1920 diplomiral na West Pointu in bil istega leta povišan v poročnika in dodeljen obalni artileriji.
1921 je končal šolanje na Coast Artillery School; sprva je služil na Rhode Islandu in Filipinih. Med letoma 1926 in 1930 je bil inštruktor na West Pointu in med 1934 ter 1935 ponovno na Filipinih. 1936 je diplomiral na Command and General Staff School in nato postal inštruktor v Coast Artillery School; to dolžnost je opravljal do 1939. 1940 je diplomiral na Army War College in bil premeščen kot štabni častnik v različne obalnoartilerijske enote. Maja 1941 je bil premeščen v generalštab Kopenske vojske ZDA (Washington, D.C.), kjer je delal v Oddelku za vojne načrte in Štabu kopenskih sil KOV ZDA.
Junija 1942 je postal poveljnik 34. protiletalske brigade, toda kmalu je bil premeščen v London kot pomočnik načelnika štaba pri Poveljništvu zavezniških sil, kjer je služil pod Eisenhowerjem. Sodeloval je pri načrtovanju operacije Bakla, nakar je februarja 1943 ponovno prevzel poveljstvo 34. protiletalske brigade in jo vodil na začetku operacije Krepak. Junija 1943 je postal namestnik načelnika štaba 15. armadne skupine; tu je služil pod poveljstvom generala sira Alexandra. Decembra 1944 je sledil Alexandru, ko je le-ta postal feldmaršal in Vrhovni zavezniški poveljnik v Mediteranu.
Od novembra 1945 do avgusta 1947 je bil predstavnik kopenske vojske ZDA pri Strateškem nadzornem odboru pri Združenem štabu OS ZDA in nato do oktobra 1949 namestnik komandanta National War College
Po enoletnem služenju kot direktor Pisarne za vojaško pomoč pri ameriškem obrambnem ministrstvu je pri 51. letih opravil padalsko urjenje in postal poveljnik 11. zračnoprevozne divizije (Fort Campbell, Kentucky).
Novembra 1951 je bil poslan v Korejo, kjer je prevzel poveljstvo 7. pehotne divizije. Avgusta 1952 je bil imenovan za namestnika načelnika KOV ZDA za načrtovanje in raziskave.
Marca 1955 je postal Poveljnik sil Kopenske vojske ZDA na Daljnem vzhodu in poveljnik 8. armade. Junija istega leta je postal Poveljnik Daljnovzhodnega poveljništva ZDA, poveljnik Poveljništva OZN in guverner otoka Rjuku. Julija 1957 je postal Načelnik Generalštaba Kopenske vojske ZDA; to je opravljal do septembra 1960, ko je postal načelnik Združenega štaba oboroženih sil ZDA. Lemnitzer je leta 1962 vodil pripravljanje kontroverznih načrtov za neizpeljano operacijo Northwoods; predlagan (in zavrnjen) načrt za diskreditacijo Castrovega režima in ustvarjanje podpore javnega mnenja za vojaško akcijo proti Kubi z insceniranimi protiameriškimi incidenti.
Novembra 1962 je postal poveljnik Evropskega poveljstva Združenih držav in januarja 1963 Vrhovni poveljnik zavezniških sil za Evropo. Julija 1969 se je upokojil.
1975 ga je predsednik ZDA Gerald Ford imenoval v komisijo za preiskavo domačih aktivnosti Cie. Umrl je 12. novembra 1988. Vojaško pokopan je na pokopališču Arlington.

## Odlikovanja
- Distinguished Service Medal

## Napredovanja
- 1920 - poročnik
- ? - nadporočnik
- ? - major
- ? - podpolkovnik
- maj 1941 - polkovnik
- junij 1942 - brigadni general
- november 1944 - generalmajor
- avgust 1952 - generalporočnik
- marec 1955 - general